# Çağatay Ulusoy
Çağatay Ulusoy (ur. 23 września 1990 w Stambule) – turecki aktor i model.

## Wczesne lata
Urodził się na przedmieściach Stambułu. Wychowywał się z młodszym bratem Atalayem. Początkowo zamierzał być koszykarzem. Pierwsze pieniądze zarobił jako 16–latek w Bodrum, gdzie nosił leżaki na plaży i był kelnerem. Dorabiał też śpiewając i grając na gitarze. 

## Kariera
Rozpoczął swoją karierę w wieku 19 lat jako model. W 2010 wygrał konkurs na najlepszego modela Turcji. Ukończył studia na Wydziale Leśnym Uniwersytetu Stambulskiego.
Jego pierwszą rolą filmową była drugoplanowa postać Ahmeta Onura w Anadolu Kartalları (2011). W 2012 wystąpił w krótkometrażowym filmie Paranoja. We wrześniu 2013 rozpoczął pracę nad rolą Yamana Kopera w serialu Medcezir.
Był na okładkach „GQ”, „Elle”, „L’Officiel Hommes” i „Vogue”.

## Filmografia

### Film TV
- 2011: Anadolu Kartalları jako Ahmet Onur
- 2015: Delibal jako Barış Ayaz

### Seriale TV
- 2009-2010: Arka Sokaklar
- 2011-2012: Adını Feriha Koydum jako Emir Sarrafoğlu
- 2012: Eve Düşen Yıldırım jako Emir Sarrafoğlu
- 2012: Adını Feriha Koydum: Emir'in Yolu jako Emir Sarrafoğlu
- 2013-2015: Medcezir jako Yaman Koper
- 2016-2017: Braterska rozgrywka (İçerde) jako Sarp Yılmaz
- 2018-: The Protector jako Hakan Demir